# Гулько Ярослав Гаврилович
Яросла́в Гаври́лович Гулько (нар. 3 жовтня 1930, м. Тернопіль) — український журналіст, член Національної спілки журналістів України (1958), правління ТОО НСЖУ (від 1976). Володар Всеукраїнської журналістської премії «Золоте перо» (1995), переможець обласного конкурсу «Людина року» (2007, Тернопільщина). Лауреат багатьох творчих конкурсів.

## Життєпис
Закінчив Тернопільську українську гімназію, по тому — Львівський університет.
Працював кореспондентом, згодом редактором, старшим редактором обласної редакції радіомовлення, старшим кореспондентом газети «Вільне життя», власним кореспондентом журналу «Людина і світ», кореспондентом газети «Тернопіль вечірній» (1992—2010).

## Доробок
Є автором численних віршів, нарисів, оповідань, публіцистичних статей, репортажів.
Написав повість «Нічні вогники».
Тернополю присвятив близько 40 публікацій; був очевидцем довоєнного міста, пам'ятає руїни та згарища, в яких воно опинилося по війні, його закоханість у Тернопіль проявилася у статті «О, мій маленький Париж».